# Gouzeaucourt
Gouzeaucourt  est une commune française située dans le département du Nord (59), en région Hauts-de-France.

## Géographie

### Situation
Gouzeaucourt est située dans le sud du département du Nord, arrondissement de Cambrai, à la limite des départements du Nord, du Pas-de-Calais et de la Somme.

### Communes limitrophes
Gouzeaucourt est limitrophes de 5 communes : Villers-Plouich, Gonnelieu et Villers-Guislain dans le Nord, d'Heudicourt dans la Somme et de Metz-en-Couture dans le Pas-de-Calais.
|                 | Villers-Plouich |                  |
| Metz-en-Couture | Gouzeaucourt    | Gonnelieu        |
| Heudicourt      |                 | Villers-Guislain |

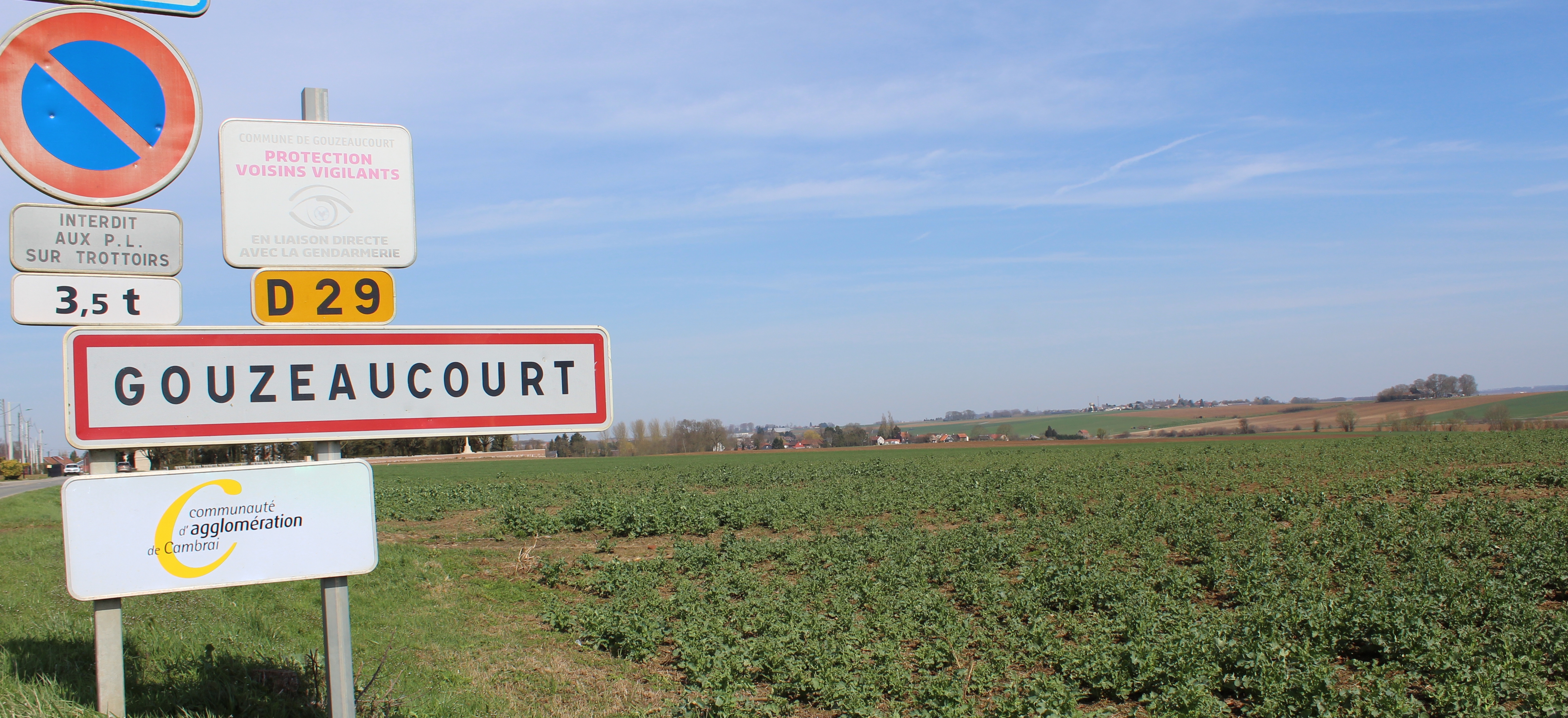
Entrée du bourg.
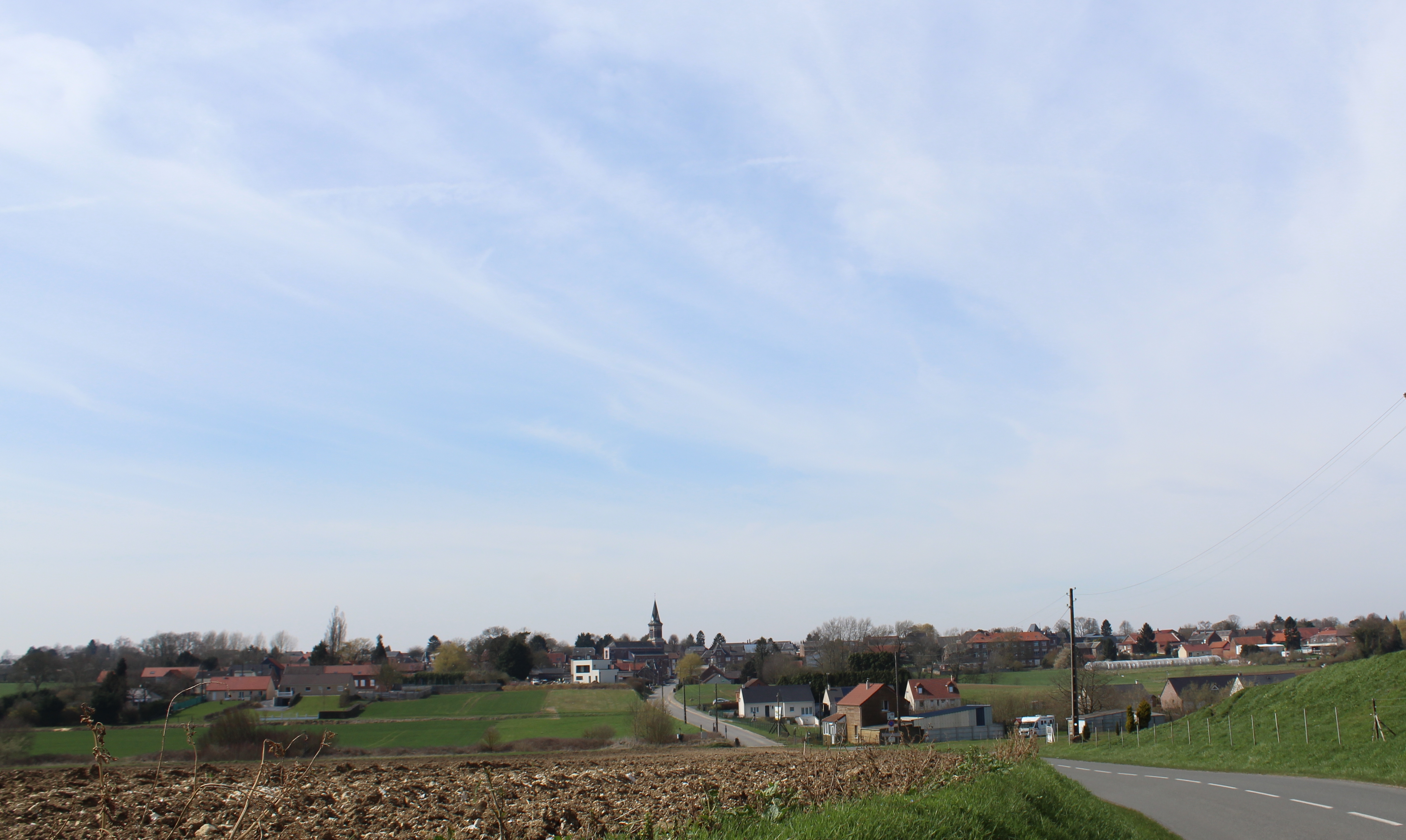
Panorama depuis la route de Villers-Guislain.

### Géologie et relief
La superficie de la commune est de 12,11 km2 ; son altitude varie de 95 à 137 mètres.

### Hydrographie

#### Réseau hydrographique
La commune est située dans le bassin Artois-Picardie. Elle est drainée par la rivière L'Eauette,.

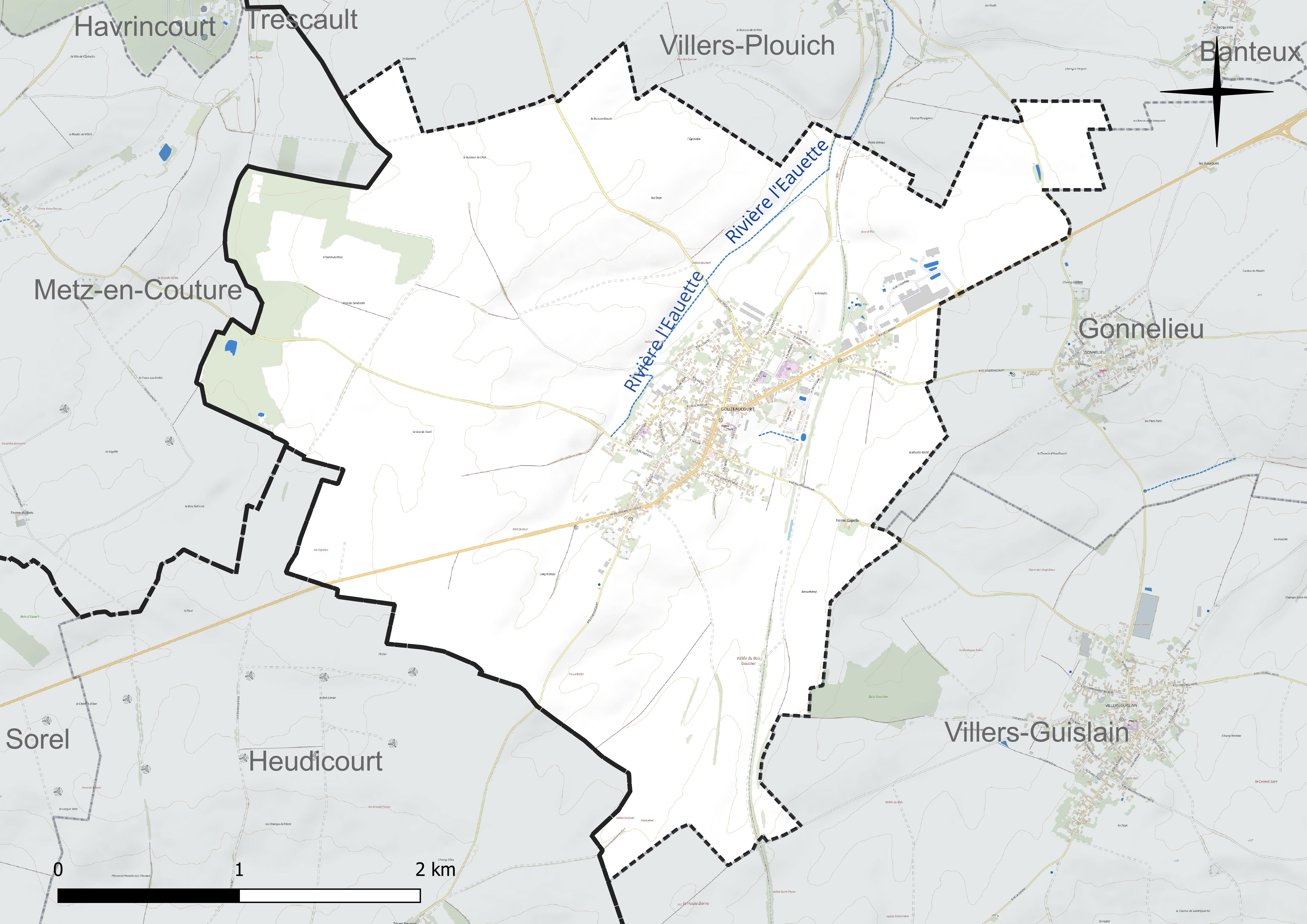
Réseau hydrographique de Gouzeaucourt.

#### Gestion et qualité des eaux
Le territoire communal est couvert par le schéma d'aménagement et de gestion des eaux (SAGE) « Escaut ». Ce document de planification concerne un territoire de 2 005 km2 de superficie, délimité par le bassin versant de l'Escaut. Le périmètre a été arrêté le 9 juin 2006 et le SAGE proprement dit a été approuvé le 13 juillet 2021. La structure porteuse de l'élaboration et de la mise en œuvre est le syndicat mixte Escaut et Affluents (SyMEA).
La qualité des cours d'eau peut être consultée sur un site dédié géré par les agences de l'eau et l'Agence française pour la biodiversité.

### Climat
Pour des articles plus généraux, voir Climat des Hauts-de-France et Climat du Nord.
En 2010, le climat de la commune est de type climat océanique dégradé des plaines du Centre et du Nord, selon une étude du CNRS s'appuyant sur une série de données couvrant la période 1971-2000. En 2020, Météo-France publie une typologie des climats de la France métropolitaine dans laquelle la commune est exposée à un climat océanique et est dans la région climatique Nord-est du bassin Parisien, caractérisée par un ensoleillement médiocre, une pluviométrie moyenne régulièrement répartie au cours de l'année et un hiver froid (3 °C).
Pour la période 1971-2000, la température annuelle moyenne est de 9,9 °C, avec une amplitude thermique annuelle de 14,4 °C. Le cumul annuel moyen de précipitations est de 725 mm, avec 11,8 jours de précipitations en janvier et 9 jours en juillet. Pour la période 1991-2020, la température moyenne annuelle observée sur la station météorologique la plus proche, située sur la commune de Douai à 35 km à vol d'oiseau, est de 11,0 °C et le cumul annuel moyen de précipitations est de 729,2 mm,. Pour l'avenir, les paramètres climatiques de la commune estimés pour 2050 selon différents scénarios d'émission de gaz à effet de serre sont consultables sur un site dédié publié par Météo-France en novembre 2022.

## Urbanisme

### Typologie
Au 1er janvier 2024, Gouzeaucourt est catégorisée bourg rural, selon la nouvelle grille communale de densité à sept niveaux définie par l'Insee en 2022.
Elle est située hors unité urbaine. Par ailleurs la commune fait partie de l'aire d'attraction de Cambrai, dont elle est une commune de la couronne,. Cette aire, qui regroupe 64 communes, est catégorisée dans les aires de 50 000 à moins de 200 000 habitants,.

### Occupation des sols
L'occupation des sols de la commune, telle qu'elle ressort de la base de données européenne d'occupation biophysique des sols Corine Land Cover (CLC), est marquée par l'importance des territoires agricoles (85,1 % en 2018), en diminution par rapport à 1990 (87,3 %). La répartition détaillée en 2018 est la suivante :
terres arables (85,1 %), zones urbanisées (10,3 %), forêts (4,6 %). L'évolution de l'occupation des sols de la commune et de ses infrastructures peut être observée sur les différentes représentations cartographiques du territoire : la carte de Cassini (XVIIIe siècle), la carte d'état-major (1820-1866) et les cartes ou photos aériennes de l'IGN pour la période actuelle (1950 à aujourd'hui).

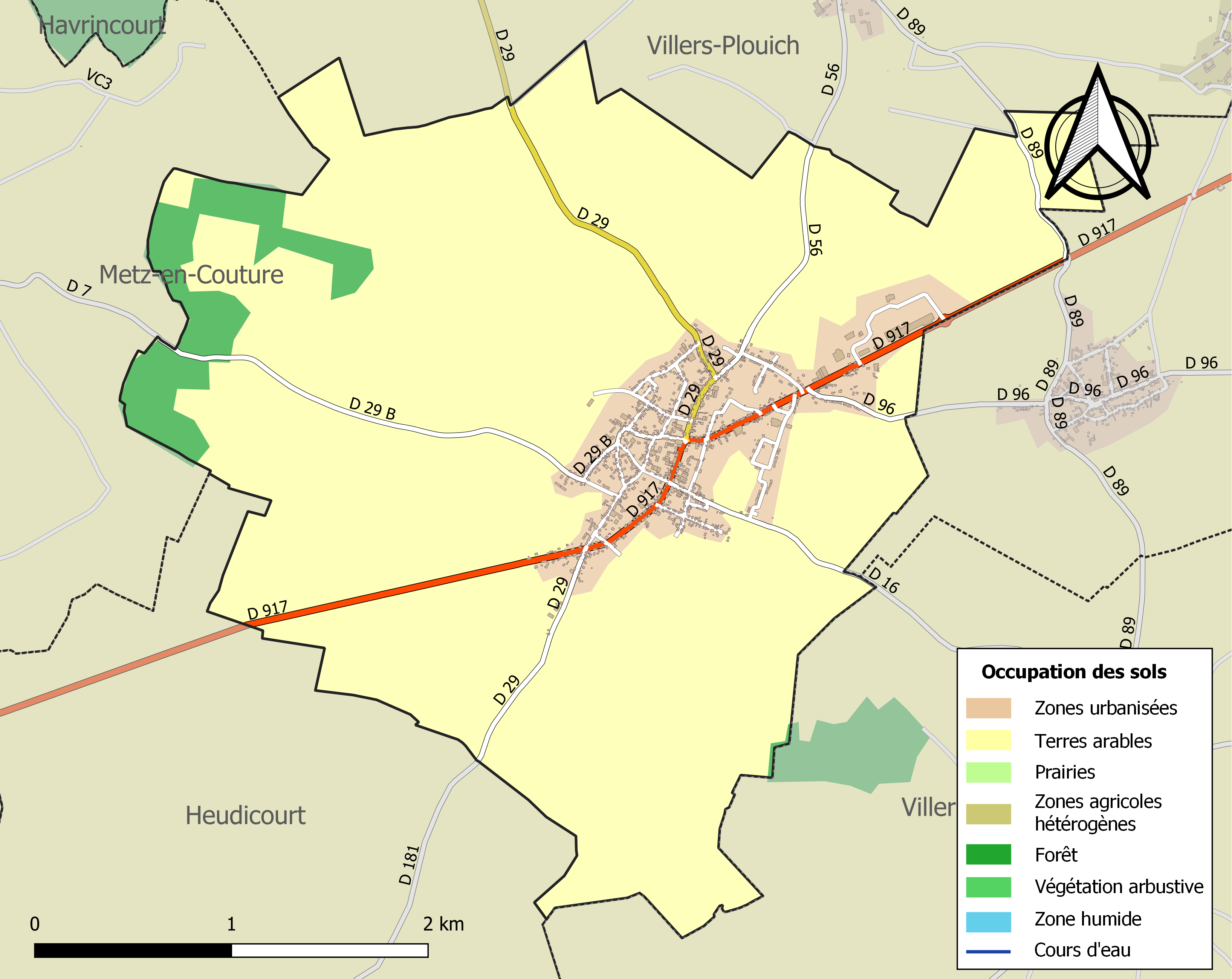
Carte des infrastructures et de l'occupation des sols de la commune en 2018 (CLC).

### Voies de communication et transports

#### Voies de communication
Gouzeaucourt se trouve à 17 km au Sud de Cambrai (Nord), à 21 km au Nord-Est de Péronne (Somme), à 30 km au Nord de Saint-Quentin (Oise) et à 43 km au Sud-Est d'Arras (Pas-De-Calais).
La localité est traversée par la D917 qui relie Péronne à Cambrai. Sa position est confortée par l'autoroute A26 qui permet d'aller vers Arras, Lille et Calais d'une part et vers Reims d'autre part.

#### Transports en commun
La commune est desservie par le réseau de transports urbains de la Communauté d'agglomération de Cambrai appelé TUC (Transports Urbains du Cambrésis), par la ligne 14,. La ligne S120 dessert le collège Pharamond Savary présent sur la commune.

#### Ferroviaire
Autrefois, la Ligne de Saint-Just-en Chaussée à Douai desservait Gouzeaucourt. Aujourd'hui, la section ferroviaire Épehy - Cambrai n'est plus utilisée et est abandonnée.

## Toponymie
Le village est mentionné au long des XIIe au XVIe siècles sous les noms Gussicortis, Guazenkurt ou Guasenkurt, Goisalcourt, Goysiaucourt, Guiseaucourt, Goiseaucourt ou Goizeaucourt, Gossocourt.
Une source ancienne, mais pertinente pour l'époque, avait suggéré un primitif *Gunsaldi curtis « la ferme de Goussaut » et avait rapproché ce toponyme de Goussancourt ou Goussainville pour le premier élément.
Il s'agit effectivement d'une formation toponymique médiévale en -court « cour de ferme, ferme, domaine » caractéristique des premiers établissements de Francs romanisés (-court a remplacé -hof(fen) / -hove(n) de sens analogue cf. Bettenhoven, Bettenhoffen / Bettencourt, Béthincourt, Bethencourt, etc.). L'appellatif court remonte pour certains auteurs au bas latin curtis, pour d'autres au bas latin cōrtem, en réalité, il faut sans doute comprendre le gallo-roman *CŌRTE > ancien français cort > moyen français court, réécrit cour sans -t d'après la fausse étymologie curia cf. courtois.
Pour expliquer le premier élément Maurits Gysseling propose le nom de personne germanique Gaujabald, tandis qu'Albert Dauzat, l'anthroponyme germanique Goz(o)wald.

## Héraldique
Selon le livre « Armorial des communes du département du Nord » publié en 1909, par Théodore Leuridan :
|  | Les armes de Gouzeaucourt se blasonnent ainsi : « D'azur à l'écusson d'argent. » |

Selon le livre « Le blason des armes » publié en 1557, par Corneille Gailliard et republié en 1866, par Jean van Malderghem :
|  | Les armes de Gouzeaucourt se blasonnent ainsi : « D'azur à l'écusson d'argent en abîme, à la bordure d'or et au lambel de gueules à cinq pièces » |

## Histoire

### Préhistoire
Un site acheuléen datant d'il y a environ 300 000 ans fut découvert dans la vallée du Muid aux limites du village. C'était une industrie de fabrication d'outils de silex bifaces pour travailler le bois et près de 1 000 pièces ont été mises au jour. Ce qui permet d'attester la présence de l'Homme aux alentours de Gouzeaucourt à cette époque.

### Antiquité
À l'époque gallo-romaine, Gouzeaucourt était constitué de 18 villas gallo-romaines. Dans l'une d'elles fut retrouvée de la céramique datant du milieu du Ier siècle.
Gouzeaucourt se situait au Sud/Ouest du territoire des Nerviens, à la frontière de l'ancienne forêt d'Arrouaise qui séparait naturellement la terre des Nerviens de celle des Atrébates et des Viromanduens. À la suite de la bataille du Sabis en -57 et de la conquête de la Gaule Belgique par César, la région fut soumise et romanisée. Les anciennes terres des tribus se transformèrent peu à peu en "cités" puis à la fin du IIIe siècle l'empereur Dioclétien réorganisa la Gaule Belgique en trois régions : Belgique première, Belgique seconde et Germanie inférieure. Gouzeaucourt faisait partie de la Belgique seconde qui avait pour chef-lieu Bavay puis Cambrai.

### Haut Moyen-Âge
Des fragments de poteries datés de l'époque mérovingienne ont été découverts proches du village actuel. Ce qui affirmerait la présence d'un peuple germanique aux alentours du VIe siècle.

### Anecdotes
Les suites de la Première Guerre mondiale révèlent parfois des pratiques étonnantes : le 21 mars 1925, un brocanteur de 33 ans de Gouzeaucourt reçoit un procès en raison de son « abominable trafic » : il vendait des ossements recueillis sur les champs de bataille.

## Population et société

### Démographie

#### Évolution démographique
L'évolution du nombre d'habitants est connue à travers les recensements de la population effectués dans la commune depuis 1793. Pour les communes de moins de 10 000 habitants, une enquête de recensement portant sur toute la population est réalisée tous les cinq ans, les populations de référence des années intermédiaires étant quant à elles estimées par interpolation ou extrapolation. Pour la commune, le premier recensement exhaustif entrant dans le cadre du nouveau dispositif a été réalisé en 2008.

En 2022, la commune comptait 1 434 habitants, en évolution de −7,12 % par rapport à 2016 (Nord : +0,51 %, France hors Mayotte : +2,11 %).
| 1793  | 1800  | 1806  | 1821  | 1831  | 1836  | 1841  | 1846  | 1851  |
| ----- | ----- | ----- | ----- | ----- | ----- | ----- | ----- | ----- |
| 1 000 | 1 180 | 1 392 | 1 485 | 2 010 | 2 142 | 2 202 | 2 350 | 2 354 |

| 1856  | 1861  | 1866  | 1872  | 1876  | 1881  | 1886  | 1891  | 1896  |
| ----- | ----- | ----- | ----- | ----- | ----- | ----- | ----- | ----- |
| 2 406 | 2 550 | 2 631 | 2 654 | 2 439 | 2 409 | 2 230 | 2 232 | 2 219 |

| 1901  | 1906  | 1911  | 1921  | 1926  | 1931  | 1936  | 1946  | 1954  |
| ----- | ----- | ----- | ----- | ----- | ----- | ----- | ----- | ----- |
| 2 135 | 2 005 | 1 929 | 1 044 | 1 511 | 1 294 | 1 214 | 1 077 | 1 201 |

| 1962  | 1968  | 1975  | 1982  | 1990  | 1999  | 2006  | 2008  | 2013  |
| ----- | ----- | ----- | ----- | ----- | ----- | ----- | ----- | ----- |
| 1 263 | 1 260 | 1 237 | 1 286 | 1 377 | 1 253 | 1 376 | 1 411 | 1 552 |

| 2018  | 2022  | - | - | - | - | - | - | - |
| ----- | ----- | - | - | - | - | - | - | - |
| 1 477 | 1 434 | - | - | - | - | - | - | - |

#### Pyramide des âges
La population de la commune est relativement jeune.
En 2018, le taux de personnes d'un âge inférieur à 30 ans s'élève à 37,7 %, soit en dessous de la moyenne départementale (39,5 %). À l'inverse, le taux de personnes d'âge supérieur à 60 ans est de 22,7 % la même année, alors qu'il est de 22,5 % au niveau départemental.
En 2018, la commune comptait 732 hommes pour 745 femmes, soit un taux de 50,44 % de femmes, légèrement inférieur au taux départemental (51,77 %).
Les pyramides des âges de la commune et du département s'établissent comme suit.
| Hommes | Classe d’âge | Femmes |
| ------ | ------------ | ------ |
| 0,4    | 90 ou +      | 1,1    |
| 4,5    | 75-89 ans    | 5,0    |
| 16,0   | 60-74 ans    | 18,4   |
| 20,2   | 45-59 ans    | 18,3   |
| 19,4   | 30-44 ans    | 21,2   |
| 15,7   | 15-29 ans    | 14,4   |
| 23,8   | 0-14 ans     | 21,7   |

| Hommes | Classe d’âge | Femmes |
| ------ | ------------ | ------ |
| 0,5    | 90 ou +      | 1,4    |
| 5,3    | 75-89 ans    | 8,1    |
| 14,8   | 60-74 ans    | 16,2   |
| 19,1   | 45-59 ans    | 18,4   |
| 19,5   | 30-44 ans    | 18,7   |
| 20,7   | 15-29 ans    | 19,1   |
| 20,2   | 0-14 ans     | 18     |

### Enseignement
Le département du Nord gère le collège Pharamond-Savary.

## Économie et industrie
Un site industriel de la société Innovafeed (protéines à base d'insectes) est sis sur la commune.

## Lieux et monuments
- L'église de Gouzeaucourt

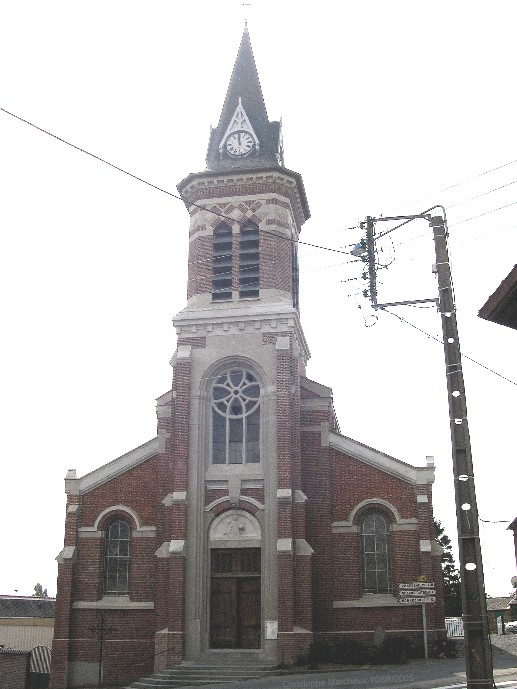
Église de Gouzeaucourt.

- Le monument aux morts de Gouzeaucourt
- Le cimetière militaire britannique situé route d'Heudicourt.
- Mairie de Gouzeaucourt
- École publique
- École privée
- Collège Pharamond-Savary

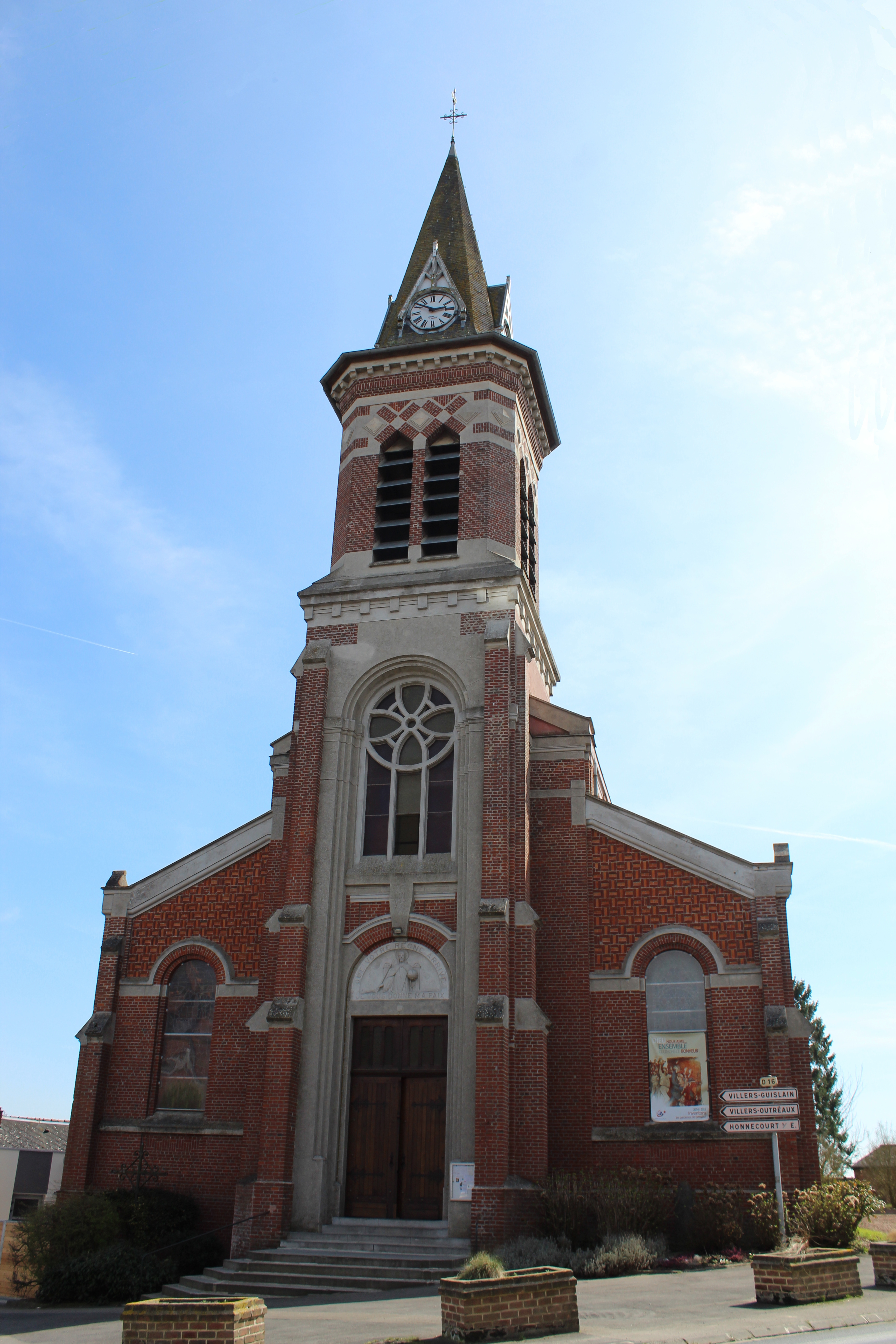
L'église Saint-Quentin.
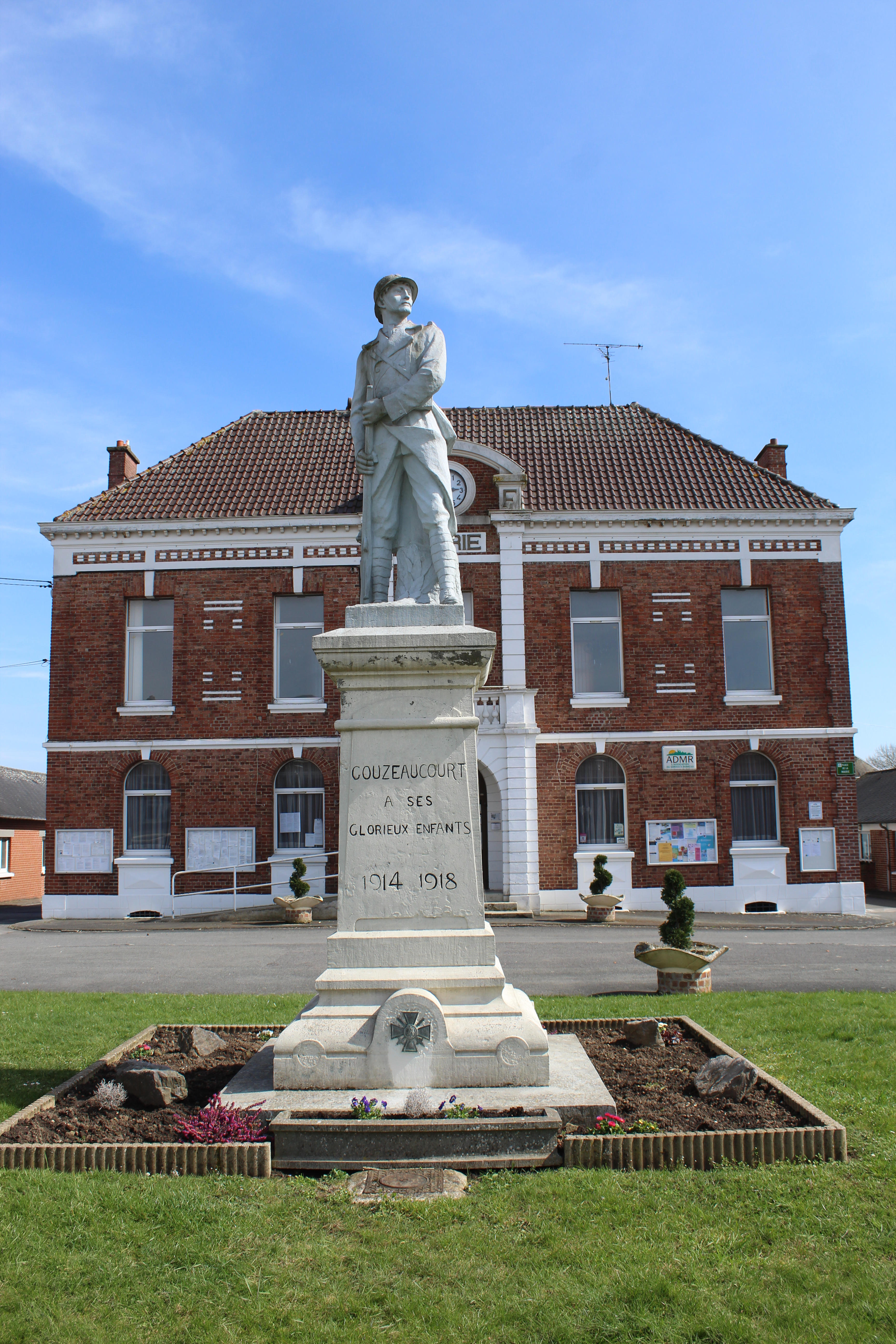
Le monument aux Morts.
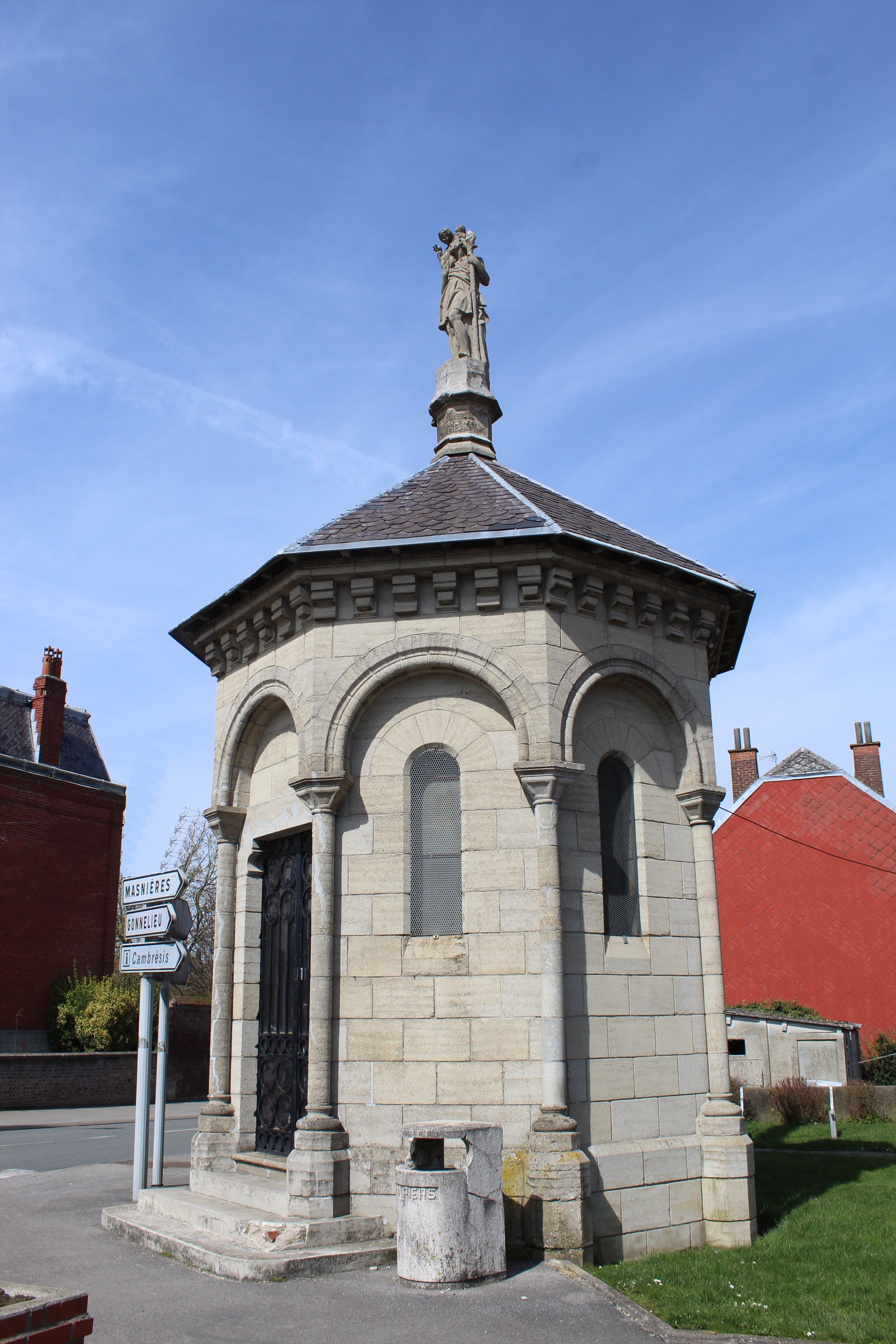
La chapelle Saint-Christophe.
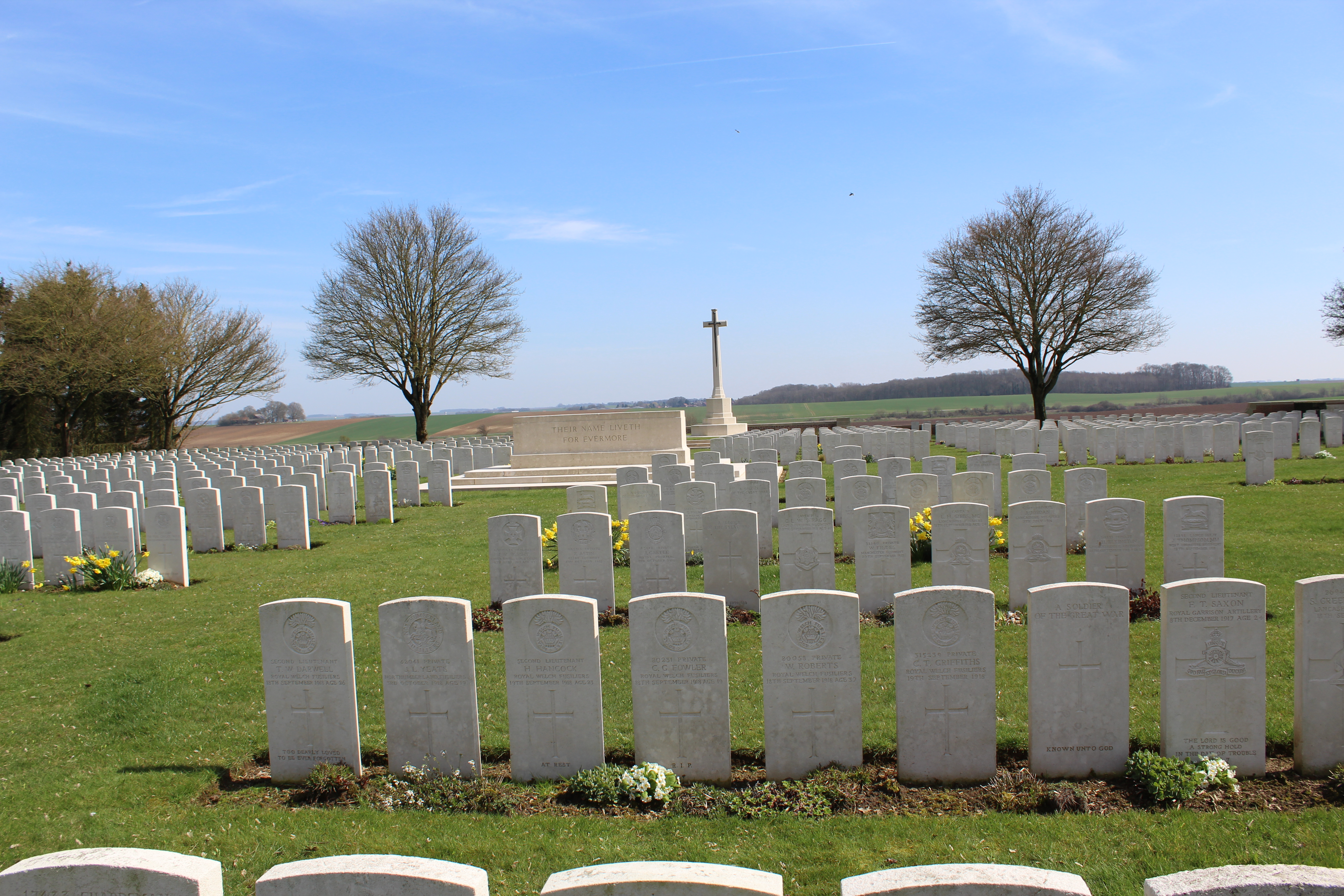
Le cimetière militaire.

## Personnalités liées à la commune
- Nicolas Vignion, dessinateur, arpenteur et géomètre de la province d'Artois, du Hainaut et du Cambrésis, au service de l'abbé de Vaucelles, Gerard Wartelle, résidait à Gouzeaucourt vers 1727[35],[36].
- Pharamond Savary, né le 3 mars 1890 à Villers-Guislain et décédé le 13 février 1959 à Gouzeaucourt, était un ingénieur de l'École nationale d'Arts-et-Métiers de Lille (promotion 1907), professeur, entrepreneur, maire de Gouzeaucourt et conseiller général du Nord.